# Lista de monstros do jogo RuneScape
RuneScape tem também uma grande variedade de monstros para o seu personagem caçar. Veja abaixo uma lista de vários monstros de A-Z.

## Nome do monstro – Raça
(Monstros com um número entre hífens querem dizer que ja existe um monstro em um nível maior de dificuldade que ele)
- Aaonihios sdfa – Vivo
- Aberrant Specter – Morto
- Abyssal Demon – Demônio
- Abyssal Guardian – Demônio
- Abyssal Leech – Demônio
- Abyssal Walker – Demônio
- Afflicted – Morto-Vivo
- Afflicted -2- – Morto-Vivo
- Afflicted -3- – Morto-Vivo
- Afflicted -4- – Morto-Vivo
- Ahrim the Blighted – Morto-Vivo
- Air Elemental – Elemental
- Air Wizard – Humano
- Al-Kharid Warrior – Humano
- Alomone – Humano
- Alrik – Humano
- Archer – Humano
- Archer -2- – Humano
- Archer Monkey – Animal
- Argg – Troll
- Arnor – Humano
- Arzinian Being of Bordanzan – Demônio
- Ashild – Humano
- Asyn Shade – Morto-Vivo
- Asyn Shadow – Morto-Vivo
- Baby Blue Dragon – Dragão
- Baby Red Dragon – Dragão
- Bandit – Humano
- Bandit -2- – Humano
- Bandit -3- – Humano
- Bandit Champion – Humano
- Banshee – Morto-Vivo
- Barbarian – Humano
- Barbarian Woman – Humano
- Bark Blamish Snail – Animal
- Basilisk – Animal
- Bat – Animal
- Battle mage – Humano
- Bear – Animal
- Bear -2- – Animal
- Bear cub – Animal
- Bedabin Nomad Fighter – Humano
- Big Frog – Animal
- Big Wolf – Animal
- Bird – Animal
- Bird -2- – Animal
- Black Demon – Demônio
- Black Demon -2- – Demônio
- Black Dragon – Dragão
- Black Guard – Anão
- Black Guard Berserker – Anão
- Black Heather – Humano
- Black Knight – Humano
- Black Knight Titan – Gigante
- Black Unicorn – Animal
- Black Unicorn Foal – Animal
- Blessed Giant Rat – Animal
- Blessed Spider – Animal
- Blood Blamish Snail – Animal
- Blood Blamish Snail -2- – Animal
- Bloodveld – Animal
- Bloodworm – Animal
- Blue Dragon – Dragão
- Borrakar – Humano
- Bouncer – Animal
- Breoca – Humano
- Broddi – Humano
- Bronze Dragon – Dragão
- Broodoo Victim -1- – Morto-Vivo
- Broodoo Victim -2- – Morto-Vivo
- Broodoo Victim -3- – Morto-Vivo
- Bush Snake – Animal
- Cave Bug – Animal
- Cave Crawler – Animal
- Cave goblin – Goblin
- Cave Goblin Guard -1- – Goblin
- Cave Goblin Guard -2- – Goblin
- Cave Goblin Miner – Goblin
- Cave Slime – Animal
- Ceolburg – Humano
- Chaos Druid – Humano
- Chaos Druid Warrior – Humano
- Chaos Dwarf – Anão
- Chicken – Animal
- Chompy – Animal
- Chronozon – Demônio
- Clivet – Humano
- Cockatrice – Animal
- Colonel Radick – Humano
- Count Draynor – Morto-Vivo
- Cow – Animal
- Cow Calf – Animal
- Crawling hand – Morto-Vivo
- Crawling hand -2- – Morto-Vivo
- Crocodile – Animal
- Crondis – Animal
- Crypt rat – Animal
- Crypt spider – Aracnídeo
- Cyclops – Gigante
- Dad – Troll
- Dagannoth – Animal
- Dagannoth -3- – Animal
- Dagannoth -4- – Animal
- Dagannoth Spawn – Animal
- Dagannoth -2- – Animal
- Dagannoth Mother – Animal
- Damis – Humano
- Damis – Humano
- Dark Beast – Animal
- Dark Warrior – Humano
- Dark Wizard -2- – Humano
- Dark Wizard -3- – Humano
- Deadly Red Spider – Aracnídeo
- Death Wing – Animal
- Death Spawn – Demônio
- Delrith – Demônio
- Desert Snake – Animal
- Desert Wolf – Animal
- Dharok the Wretched – Morto-Vivo
- Dire Wolf – Animal
- Donny the Lad – Humano
- Doomion – Demônio
- Draugen – Morto-Vivo
- Druid – Humano
- Duck – Animal
- Dungeon Rat – Animal
- Dust Devil – Animal
- Dwarf – Anão
- Eadburg – Humano
- Earth Elemental – Elemental
- Earth Warrior – Humano
- Earth Wizard – Humano
- Einar – Humano
- Elf warrior – Elfo
- Elf warrior -2- – Elfo
- Elvarg the Dragon – Dragão
- Enclave Guard – Ogro
- Entrana Fire Bird – Animal
- Evil Spirit – Morto-Vivo
- Experiment – Animal
- Experiment -2- – Animal
- Experiment -3- – Animal
- Farmer – Humano
- Fever Spider – Aracnídeo
- Fire Elemental – Elemental
- Fire Giant – Gigante
- Fire Wizard – Humano
- Foreman – Humano
- Fortress Guard – Humano
- Freidar – Humano
- Freygerd – Humano
- Fyre Shade – Morto-Vivo
- Fyre Shadow – Morto-Vivo
- Gargoyle – Animado
- General Khazard – Humano
- Ghast – Morto-Vivo
- Ghost – Morto-Vivo
- Ghost -2- – Morto-Vivo
- Ghoul – Morto-Vivo
- Giant Bat – Animal
- Giant Crypt Rat – Animal
- Giant crypt spider – Aranha
- Giant Frog – Animal
- Giant Lobster – Animal
- Giant Mosquito - Animal
- Giant Rat – Animal
- Giant Rat – Animal
- Giant Rock Crab – Animal
- Giant Skeleton – Morto-Vivo
- Giant Spider – Aracnídeo
- Giant Spider -2- – Aracnídeo
- Gnome Child – Gnomo
- Gnome Guard – Gnomo
- Gnome Troop – Gnomo
- Gnome Woman – Gnomo
- Goblin – Goblin
- Goblin -2- – Goblin
- Gorad – Gigante
- Grave Scorpion – Aracnídeo
- Greater Demon – Demônio
- Green Dragon – Dragão
- Grizzly Bear – Animal
- Grizzly Bear Cub – Animal
- Guard – Humano
- Guard -2- – Humano
- Guard -4- – Humano
- Guard Bandit – Humano
- Guard Dog – Animal
- Guardian of Armadyl – Humano
- Guardian of Armadyl -2- – Humano
- Gunthor the Brave – Humano
- Guthan the Infested – Morto-Vivo
- Halla – Humano
- H.A.M. Guard – Humano
- H.A.M. Guard -2- – Humano
- H.A.M. Guard -3- – Humano
- Haming – Humano
- Hazeel Cultist – Humano
- Head Thief – Humano
- Helga – Humano
- Hellhound – Animal
- Hero – Humano
- Highwayman – Humano
- Hild – Humano
- Hill Giant – Gigante
- Hobgoblin – Goblin
- Hobgoblin -2- – Goblin
- Holthion – Demônio
- Hygd – Humano
- Iban Disciple – Humano
- Ice Giant – Gigante
- Ice Queen – Gigante
- Ice Spider – Aracnídeo
- Ice Troll – Troll
- Ice Troll -2- – Troll
- Ice Troll -3- – Troll
- Ice Troll -4- – Troll
- Ice Warrior – Humano
- Ice Warrior -2- – Humano
- Ice Wolf – Animal
- Imp – Demônio
- Imp -2- – Demônio
- Infernal Mage – Humano
- Inga – Humano
- Iron Dragon – Dragão
- Irrigar the Necromancer – Humano
- Irvig Senay – Morto-Vivo
- Jackal – Animal
- Jail Guard – Humano
- Jailer – Humano
- Jelly – Animal
- Jennella – Humano
- Jogre – Ogro
- Jungle Demon – Demônio
- Jungle Savage – Humano
- Jungle Spider – Aracnídeo
- Jungle Spider -2- – Aracnídeo
- Jungle Wolf – Animal
- Kalphite Guardian – Besouro
- Kalphite Queen – Besouro
- Kalphite Soldier – Besouro
- Kalphite Worker – Besouro
- Kalrag – Aracnídeo
- Karil the Tainted – Morto-Vivo
- Ket-Zek – Demônio
- Khazard Commander – Humano
- Khazard Guard – Humano
- Khazard Ogre – Ogro
- Khazard Scorpion – Aracnídeo
- Khazard Trooper – Humano
- Khazard Warlord – Humano
- King Black Dragon – Dragão
- King Scorpion – Aracnídeo
- Knight of Ardougne – Humano
- Koschei the Deathless – Humano
- Kraka – Troll
- Kurask – Animal
- Leech – Animal
- Lensa – Humano
- Lesser Demon – Demônio
- Lizard -1- – Animal
- Lizard -2- – Animal
- Lizard -3- – Animal
- Loar Shade – Morto-Vivo
- Loar Shadow – Morto-Vivo
- Locust – Animal
- Lord Darkquarius – Humano
- Magic Axe – Animado
- Man – Humano
- Market Guard -2- – Humano
- Matilda – Humano
- Melzar the Mad – Humano
- Menaphite Thug – Humano
- Mercenary – Humano
- Mercenary Captain – Humano
- Mogre – Ogro
- Moldof – Humano
- Monk – Humano
- Monk -2- – Humano
- Monk of Zamorak – Humano
- Monk of Zamorak -2- – Humano
- Monk of Zamorak -3- – Humano
- Monk of Zamorak -4- – Humano
- Monkey – Animal
- Monkey Guard – Animal
- Mosquito Swarm – Animal
- Moss Giant – Gigante
- Moss giant -2- – Gigante
- Mountain Dwarf – Anão
- Mountain Troll – Troll
- Mountain Troll -2- – Troll
- Mounted Terrorbird Gnome – Gnomo
- Mourner – Humano
- Mourner -2- – Humano
- Mourner -3- – Humano
- Mugger – Humano
- Mummy – Morto-Vivo
- Mummy -2- – Morto-Vivo
- Myre Blamish Snail – Animal
- Myre Blamish Snail -2- – Animal
- Nechryael – Demônio
- Necromancer – Humano
- Nezikchened – Demônio
- Ocga – Humano
- Ochre Blamish Snail – Animal
- Ochre Blamish Snail -2- – Animal
- Ogre – Ogro
- Ogre -2- – Ogro
- Ogre Chieftain – Ogro
- Ogre Guard – Ogro
- Ogre Merchant – Ogro
- Ogre Shaman – Ogro
- Ogre Trader – Ogro
- Oomlie Bird – Animal
- Othainan – Demônio
- Otherworldly Being – Morto-Vivo
- Padulah – Animal
- Paladin – Humano
- Pee Hat – Troll
- Penda – Humano
- Penguin – Animal
- Pheasant – Animal
- Phrin Shade – Morto-Vivo
- Phrin Shadow – Morto-Vivo
- Pirate – Humano
- Pirate -2- – Humano
- Pirate Guard – Humano
- Pit Scorpion – Aracnídeo
- Plague frog – Animal
- Poison Scorpion – Aracnídeo
- Poison Spider – Aracnídeo
- Possessed Pickaxe – Animado
- Possessed Priest – Humano
- Pyrefiend – Demônio
- Rabbit – Animal
- Ragnar – Humano
- Ragnvald – Humano
- Ranalph Devere – Morto-Vivo
- Random Event Drunken Dwarf – Anão
- Random Event Evil Chicken – Animal
- Random Event River Troll – Troll
- Random Event Rock Golem – Gigante
- Random Event Shade – Morto-Vivo
- Random Event Swarm – Animal
- Random Event Tree Spirit – Planta
- Random Event Watchman – Humano
- Random Event Zombie – Morto-Vivo
- Ranger Guard – Humano
- Rannveig – Humano
- Rat – Animal
- Red Dragon – Dragão
- Renegade Knight – Humano
- Rial Shade – Morto-Vivo
- Rial Shadow – Morto-Vivo
- Rock – Troll
- Rock Crab – Aracnídeo
- Rockslug – Animal
- Rogue – Humano
- Rooster – Animal
- Rowdy Guard – Humano
- Rowdy Slave – Humano
- Salarin the Twisted – Humano
- San Tojalon – Morto-Vivo
- Saradomin Wizard – Humano
- Scarab – Besouro
- Scorpion – Aracnídeo
- Scorpion -2- – Aracnídeo
- Seagull -1- – Animal
- Seagull -2- – Animal
- Servant – Humano
- Shadow Spider – Aracnídeo
- Shadow Warrior – Humano
- Shantay Guard – Humano
- Shipyard Worker – Humano
- Sir Carl – Humano
- Sir Harry – Humano
- Sir Jerro – Humano
- Sir Leye – Humano
- Sir Mordred – Humano
- Skeletal Hellhound – Animal
- Skeletal miner – Morto-Vivo
- Skeleton -1- – Morto-Vivo
- Skeleton -2- – Morto-Vivo
- Skeleton -3- – Morto-Vivo
- Skeleton -4- – Morto-Vivo
- Skeleton -5- – Morto-Vivo
- Skeleton -6- – Morto-Vivo
- Skeleton Mage – Morto-Vivo
- Skogre – Ogro
- Skraeling – Humano
- Slash Bash – Ogro
- Snake – Animal
- Snake -2- – Animal
- Soldier – Humano
- Soldier – Humano
- Solus Dellagar – Humano
- Souless – Morto-Vivo
- Spectator Troll – Troll
- Speedy Keith – Humano
- Spider – Aracnídeo
- Spider -2- – Aracnídeo
- Steel Dragon – Dragão
- Stick – Troll
- Straven – Humano
- Suit of Armour – Animado
- Temple Guardian – Animal
- Terror Bird – Animal
- The Kendal – Humano
- The Shaikahan – Animal
- Thief – Humano
- Thief -2- – Humano
- Thora – Humano
- Thorchild – Humano
- Thrower Troll – Troll
- Thug – Humano
- Tok-Xil – Demônio
- Torag the Corrupted – Morto-Vivo
- Tortured soul – Morto-Vivo
- Tough Guy – Humano
- Tower Archers – Humano
- Tower Guard – Humano
- Tree Spirit – Morto-Vivo
- Treus Dayth – Morto-Vivo
- Tribesman – Humano
- Troll General – Troll
- Turoth – Animal
- Turoth -2- – Animal
- Turoth -3- – Animal
- Turoth -4- – Animal
- Tyras Guard – Humano
- Tz-Kek – Demônio
- Tz-Kih – Demônio
- TzHaar-Hur – Demônio
- Tzhaar-Ket – Demônio
- TzHaar-Mej – Demônio
- TzHaar-Xil – Demônio
- TzTok-Jad – Demônio
- Ugthanki – Animal
- Undead Chicken – Morto-Vivo
- Undead Cow – Morto-Vivo
- Unferth – Humano
- Ungadulu – Humano
- Unicorn – Animal
- Unicorn Foal – Animal
- Valgerd – Humano
- Vampire -1- – Morto-Vivo
- Vampire -2- – Morto-Vivo
- Verac the defiled – Morto-Vivo
- Wall Beast – Animal
- Wallasalki – Animal
- Warrior -2- – Humano
- Warrior Woman – Humano
- Watchman – Humano
- Water Elemental – Elemental
- Water Wizard – Humano
- Weapon Master – Humano
- White Knight – Humano
- White Wolf – Animal
- White Wolf -2- – Animal
- Wild Dog – Animal
- Witch – Humano
- Witches Experiment -1- – Animado
- Witches Experiment -2- – Animado
- Witches Experiment -4- – Animado
- Wizard – Humano
- Wizard Grayzag – Humano
- Wolf – Animal
- Wolfman – Animal
- Wolfwoman – Animal
- Woman – Humano
- Woman -2- – Humano
- Woman -3- – Humano
- Woman -4- – Humano
- Woman -5- – Humano
- Wormbrain – Goblin
- Wyson the Gardener – Humano
- Yt-HurKot – Demônio
- Yt-Mej Kot – Demônio
- Zamorak Wizard – Humano
- Zogre – Ogro
- Zombie – Morto-Vivo
- Zombie -2- – Morto-Vivo
- Zombie -3- – Morto-Vivo
- Zombie -4- – Morto-Vivo
- Zombie Monkey – Morto-Vivo
- Zombie Pirate – Morto-Vivo
- Zombie Swab – Morto-Vivo
- cthulo – ser de scribblenauts unlimited